# Jezus (voornaam)
De naam Jezus is een vernederlandsing van het Latijnse Iesus dat weer een latinisering is van het Griekse
Ἰησοῦς (spreek uit: [i.ɛː.sôːs]). Dit is op zijn beurt weer een vergrieksing van het Hebreeuwse Jesjoea, een latere vorm van Jehosjoea, waarvan de directe vernederlandsing Jozua is. Dit laatste is tevens de naam van een oudtestamentisch Bijbelboek Jozua, dat in de Griekse vertaling (Septuagint) inderdaad Ἰησοῦς heet.
De naam "Jezus" betekent "Jahweh is redding" of "Jahweh redt". Dit was voor en rond het begin van de jaartelling een gebruikelijke Joodse naam.

## Jesús
In Latijns-Amerika en in Spanje komt de Spaanse variant van Jezus (Jesús, spreek uit: Gesoes, klemtoon op 'oe') veelvuldig voor als voornaam.